# جلوبندی
جلوبندی به قسمت زیرین جلوی خودرو گفته می‌شود که وظیفهٔ تعلیق یا کیفیت سواری (خوش‌دستی) خودرو در چاله‌ها، دست‌اندازها، و پیچ‌های جاده را دارد.
تعمیر و نگهداری این قسمت از خودرو بر عهدهٔ مکانیک (جلوبندی‌ساز) است.
در مبحث خودرو، بحثی است به نام خوش‌دستی که البته بخش عمده‌ای از آن مربوط به مسائل فنی و طراحی خودرو می‌شود و بخشی از آن هم ناشی از میزان بودن تنظیم‌های خودرو است. ماشینی که به‌خوبی به‌اصطلاح تنظیم باشد، فرمان‌پذیری و رانندگی راحت‌تری دارد.

## قطعات تشکیل‌دهندهٔ جلوبندی خودرو
- میله موج گیر
- میل‌تعادل
- سینی (طَبَق)
- سگ‌دست
- شغال‌دست
- کمک‌فنر
- فنر
- سیبک‌ها
- سیستم فرمان
- دستگاه تعلیق
- محور (اکسل)
- فرمان‌پذیری